# Costessey
Costessey est une paroisse civile et un village du Norfolk, en Angleterre.